# Jennifer Harß
Jennifer „Jenny“ Harß (* 14. Juli 1987 in Füssen) ist eine ehemalige deutsche Eishockeytorhüterin, die über viele Jahre parallel in Männer- und Frauenmannschaften, unter anderem in der Männer-Bayernliga, der Männer-Oberliga und der Frauen-Bundesliga, aktiv war. Zudem war sie über viele Jahre Stammtorhüterin der deutschen Frauen-Nationalmannschaft und nahm an neun Weltmeisterschaften und zwei Olympischen Winterspielen teil.

## Karriere
Harß begann mit dem Eishockey in frühester Kindheit zusammen mit ihrem Bruder und Vater, der auch gleichzeitig Eishockeytrainer war. Sie durchlief alle Jugend- und Nachwuchsmannschaften des EV Füssen. Sie spielte in ihrer Kindheit auch Fußball und Tennis, entschied sich aber letztlich für den Eishockeysport und entwickelte sich schnell zu einer herausragenden Torfrau.
Zwischen 2001 und 2004 war sie für den ERC Sonthofen und den SC Riessersee in der Frauen-Bundesliga aktiv. Zwischen 2004 und 2008 ging sie für den ECDC Memmingen in der Bundesliga aufs Eis und gehörte der Sportfördergruppe der Bundeswehr an. In der Saison 2008/09 wurde sie Stammtorhüterin beim EV Pfronten, für den sie in der Herren-Bayernliga spielte und dort zu den besten Torhütern der Liga zählte.
Nach ihrem Engagement beim EV Pfronten wechselte Harß zur Saison 2009/10 in die NCAA zu den Minnesota Duluth Bulldogs. Sie bekam von der Universität ein Vollstipendium und belegt das Studienfach International Management. Bei den Bulldogs wurde sie Back-Up Torhüterin der schwedischen Nationaltorhüterin Kim Martin Hasson und gewann 2010 das Finalturnier der NCAA, das Frozen Four. Nach Abschluss der Saison gehörte sie zu den besten Torhüterinnen der WCHA.
Mit Beendigung ihres Studiums 2012 verließ sie Minnesota und kehrte nach Deutschland zurück. Sie spielte eine Saison für den ECDC Memmingen in der deutschen Bundesliga, bevor Harß ab der Saison 2013/14 parallel für den ERC Sonthofen in der Herren-Eishockey-Bayernliga spielte. Mit dem ERC Sonthofen wurde sie in ihrer ersten Saison in Sonthofen bayerischer Meister und stieg mit dem Verein in die Oberliga Süd auf. Nach drei Spielzeiten in der Oberliga beim ERC, mit dem sie in der Saison 2016/17 bis in das Halbfinale kam, wechselte sie zurück in die Bayernliga zum EHC Königsbrunn. Nach zwei Jahren in Königsbrunn erhielt sie im Mai 2020 einen Vertrag beim ESC Kempten ebenfalls aus der Bayernliga. Nach Abbruch der Saison der Bayernliga erhielt sie ein Spielrecht beim ECDC Memmingen in der Fraueneishockey-Bundesliga und parallel für dessen Männerteam in der Oberliga.
Nach einer weiteren Saison in Kempten beendete sie im Mai 2022 ihre Karriere.

### International
Harß trug in der deutschen Nationalmannschaft die Trikotnummer 30 und debütierte bereits während der Saison 2001/02 für diese. Während der Saison 2004/05 kam sie erstmals regelmäßig im Nationalteam zum Einsatz und erhielt eine Minute Eiszeit bei der Weltmeisterschaft 2005, bei der das deutsche Team den fünften Platz belegte. Ein Jahr später spielte sie bei den Olympischen Winterspielen 2006 in Turin, kam zu drei Einsätzen und erreichte ebenfalls den fünften Platz im olympischen Turnier. Bei der Weltmeisterschaft im folgenden Jahr gehörte sie mit einem Gegentorschnitt von 0.97 und einer Fangquote von 95,7 % zu den statisch drei besten Torhüterinnen des Turniers, bei die deutsche Auswahl den achten Platz belegte. Während ihrer College-Zeit kam sie nur selten in der Nationalmannschaft zum Zuge und absolvierte erst 2012 ihre nächste Weltmeisterschaft, bei der sie nur in zwei Spielen eingesetzt wurde, in diesen aber überzeugte.
2014 folgte ihre zweite Olympiateilnahme und belegte bei den Olympischen Winterspielen in Sotschi den siebten Platz.
Nachdem die deutsche Frauenauswahl 2015 in die zweitklassige Division IA abgestiegen war, schaffte diese im folgenden Jahr den Wiederaufstieg in die Top-Division, wobei Harß dazu hervorragende Torhüterleistungen beitrug. Bei ihrem letzten großen Turnier der Karriere, der Weltmeisterschaft 2021 war sie die beste Torhüterin des Turniers in Bezug auf Fangquote und Gegentorschnitt.
Kurz vor der Olympiaqualifikation im November 2021 infizierte sich Harß mit dem Corona-Virus und verpasste das Qualifikationsturnier.

## Erfolge und Auszeichnungen
- 2010 Meister der NCAA
- 2010 Third All-Star Team der Western Collegiate Hockey Association
- 2014 Meister in der Herren Eishockey-Bayernliga mit dem ERC Sonthofen
- 2016 Aufstieg in die Top-Division bei der Weltmeisterschaft der Division I
- 2016 Bester Gegentorschnitt (0,67) und Fangquote (96,2 %) bei der Weltmeisterschaft der Division I
- 2021 Bester Gegentorschnitt (1,00) und Fangquote (95,2 %) bei der Weltmeisterschaft

## Statistik International
Jennifer Harß vertrat die deutsche Nationalmannschaft bei den:
- Weltmeisterschaft 2005
- Olympischen Winterspielen 2006
- Weltmeisterschaft 2007
- Weltmeisterschaft 2008
- Olympiaqualifikation 2008
- Weltmeisterschaft 2012
- Weltmeisterschaft 2013
- Olympiaqualifikation 2013
- Olympischen Winterspielen 2014
- Weltmeisterschaft 2015
- Weltmeisterschaft Div. IA 2016
- Weltmeisterschaft 2017
- Olympiaqualifikation 2017
- Weltmeisterschaft 2019
- Weltmeisterschaft 2021

(Legende zur Torhüterstatistik: GP oder Sp = Spiele insgesamt; W oder S = Siege; L oder N = Niederlagen; T oder U oder OT = Unentschieden oder Overtime- bzw. Shootout-Niederlage; Min. = Minuten; SOG oder SaT = Schüsse aufs Tor; GA oder GT = Gegentore; SO = Shutouts; GAA oder GTS = Gegentorschnitt; Sv% oder SVS% = Fangquote; EN = Empty Net Goal; 1 Play-downs/Relegation; Kursiv: Statistik nicht vollständig)